# Menashe Oppenheim
Menashe Oppenheim  (polnisch Menasze Oppenheim, Pseud. Mieczysław Oppenheim, geb. 18. April 1905, gest. 23. Oktober 1973 in New York) war ein jiddischsprachiger Schauspieler und Sänger in Polen und den USA.

## Leben
Menasze Oppenheim wurde 1905 in einer jüdischen Familie im östlichen Polen geboren.
Seit Anfang der 1930er Jahre spielte er im jiddischen Kleinkunst-Revue-Theater in Kaunas unter Jonas Turkow, Mitte der 1930er Jahre im Skala-Theater.
Er trat als Sänger jiddischer Lieder auf, die er teilweise selber schrieb.
Seit 1937 spielte er in jiddischen Filmen in Polen.
1939 lud ihn Joseph Seiden ein, in den USA die Hauptrolle im Film Kol Nidre zu spielen. In den Jahren 1940–1960 spielte er an jiddischen Theatern in den USA.
1973 starb er in New York.

## Filmografie
- 1937: Kties Chaf
- 1937: Frejliche kabconim
- 1938: Mamele
- 1939: Kol Nidre
- 1940: Mazel Tov Yidn